# Yonex

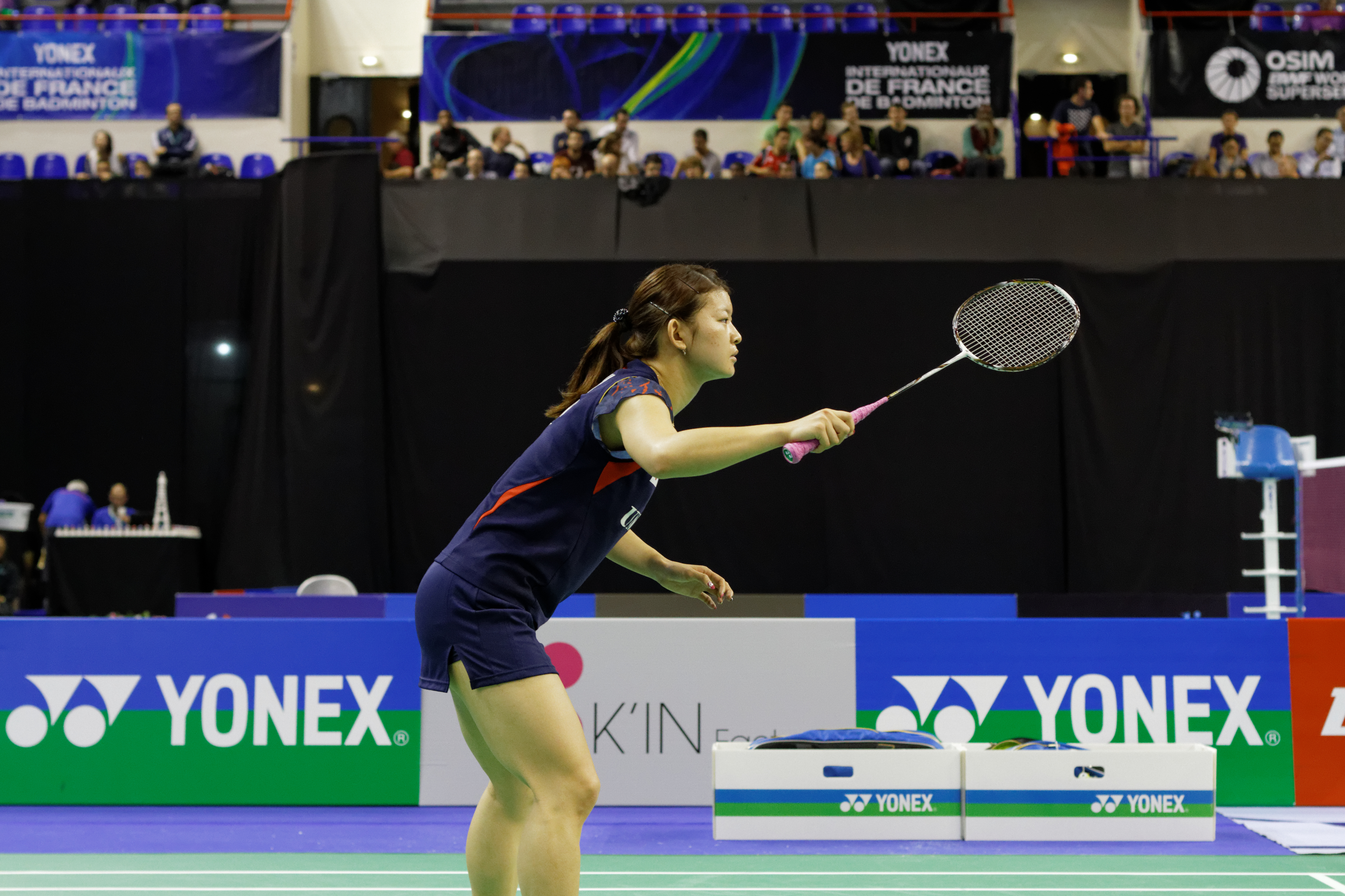
Yonex står som namnsponsor för Internationaux de France de Badminton.

Yonex, japansk tillverkare av sportutrustning för badminton, tennis och golf. 
Inom badminton är Yonex de, av världsspelare, mest använda racketarna på marknaden med spelare såsom, Lin Dan, Bao Chun-Lai och Taufik Hidayat. Deras nyaste (2007) serier av racketar heter bland annat Carbonex, Musclepower, Armortec och Nanospeed. De gör även bollarna som används inom större turneringar såsom VM och OS. De bollarna kallas Aerosensa, och består av finaste och exklusivaste gåsfjädrar. Yonex tillverkar även bollar i "Mavis"-serien, dessa är gjorda i 100% nylon och håller längre men ger inte samma känsla som fjäderbollar enligt mer erfarna spelare.
Yonex är även ett stort företag inom tennisen.  
Sponsrade Spelare (Badminton)

Lin Dan(Kina)

Taufik Hidayat(Indonesien)

Bao Chub-Lai(Kina)

Tony Gunawan(USA)

Chen Jin(Kina)

Xie Xingfang(Kina)

Zhu Lin(Kina)

Jung Jae Sung(Korea)

Lee Yong Dae (Korea)

Lee Jae Jin (Korea)

Hwang Ji Man (Korea)

Gao Ling (Kina)

Huang Sui (Kina)

Yang Wei (Kina)

Zhang Jiewen (Kina)

Zheng Bo (Kina)

Thomas Laybourn (Danmark)

Kamilla Rytter Juhl (Danmark)

Peter Gade (Danmark)

Koo Kien Keat (Malaysia)

Tan Boon Heong (Malaysia)

Candra Wijaya (Indonesien)

Huang Sui (Kina)

Gresya Polii (Indonesien)

Vita Marisa (Indonesien)

Zhang Ning (Kina)

Tan Boon Heong (Malaysia) 

Koo Kien Keat (Malaysia) 

Zhang Yawen (Kina) 

Wei Yili (Kina) 

Flandy Limpele (Indonesia) 

Vita Marissa (Indonesia) 

Nova Widianto (Indonesia)
 
Lilyana Natsir (Indonesia) 

Cai Yun (Kina)

Fu Haifeng (Kina)

Sponsrade spelare (tennis)
Lleyton Hewitt (Australien) 

David Nalbandian /Argentina) 

Mario Ancic (Kroatien) 